# たかはまこ
たかは まこ（1962年 - ）は、日本の漫画家。愛知県高浜市出身。夫はアニメーターで漫画家の貞本義行。

## 経歴
多摩美術大学在学中の1981年、『週刊マーガレット』（集英社）からデビュー。1988年、学生時代からの交際を経て貞本と結婚し、2子をもうける。
出産以前は恋愛漫画（少女漫画）を描いていたが、出産後はその経験を生かした出産・育児漫画を多く執筆している。また、女性視点での恋を描いた『DIARY WORK』や『アルカイック スマイル』の原作を夫の貞本と行うなど夫婦共同での仕事も多い。このうち『DIRTY WORK』では物語の舞台として地元高浜市の風景を描いている。
また、漫画の執筆活動のほかに高浜市内の小学4年生から中学3年生を対象にした市民講座「たかはま夢・未来塾」で、まんがクラブの講師を務めている。山田玲司は多摩美術大学の後輩で、たかはから漫画についてのアドバイスを受けたと語っている。

## 作品一覧
- ベイシティ・ロード （1988年、角川書店）
- バージン・ショット （1988、角川書店）
- WINK （1989年、角川書店）
- マジカル・コネクション （1990年、角川書店）
- 小さい恋いがいい （1990年、角川書店）
- まんが楽しくわかるビジネスマナー（1992年、経林書房）
- たたかえ!お母さん （1997年、ベネッセコーポレーション）
- たたかえ!お母さん1 （1999年、ベネッセコーポレーション）
- たたかえ!お母さん2 （1999年、ベネッセコーポレーション）
- B級ママでいこう!（2001年、主婦の友社）
- 赤ちゃんがやってくる 初めて妊娠と出産を迎えるプレママ安心BOOK!（2001年、日本文芸社）
- 不思議少年とうた （2006年 - 2010年、すくすくパラダイス 竹書房）
- りんちゃんはお年頃 （2010年 - 、すくすくパラダイス 竹書房）
- 笑うママの生活（2010年、竹書房）

### アンソロジー
- ご出産!（まるごと体験コミック） （1998年、飛鳥新社）
- 続ご出産! （まるごと体験コミック）（2000年、飛鳥新社）
- 漫画家ごはん日誌 たらふく（2016年、祥伝社）

### 貞本義行との合作
- 孤島の鬼（原作：たかはまこ） （1994年、月刊ニュータイプ1994年2月号「上の巻」・3月号「下の巻」 角川書店） [注 1]
- DIRTY WORK（原作：たかはまこ） （1997年、COMIC CUE vol.4 イースト・プレス）[注 2]
- System of Romance（原作：たかはまこ） （2000年、COMIC CUE vol.8 イースト・プレス）[注 2]
- アルカイック スマイル（原作：たかはまこ）（2007年 - 2008年、コミックチャージ [注 3] → 2018年 - 、ヤングエース 角川書店）

### その他
- クルマニアック スマイル（2009年、ヤングエースVol.3の特別付録「お貞本2009」に掲載） - 夫・貞本義行を描くエッセイ漫画[4]。
- 大人も子どもも（2007年 - 、「広報たかはま」毎月1日号および、たかはま子ども市民憲章誕生10周年記念冊子「おとなもこどもも」に掲載） - 子育て中のエピソードを高浜市民から募集し、4コマ漫画化したもの[5]。
- たかはまこの企画で、愛知県高浜市のかわら美術館で、2001年 12月6日-1月20日「たかはまこ&青沼貴子、マンガ原画展、たたかえっ!!おかあさん～子育てマンガで応援します、ママと子どものタ・ノ・シ・イ毎日～」と題して、育児コミックの展覧会が開催された。